# Tokiwadiplosis matecola
Tokiwadiplosis matecola är en tvåvingeart som beskrevs av Simbolon och Junichi Yukawa 1992. Tokiwadiplosis matecola ingår i släktet Tokiwadiplosis och familjen gallmyggor. Inga underarter finns listade i Catalogue of Life.